# Moharram Nawidkia
Moharram Nawidkia (per. محرم نویدکیا, ur. 1 listopada 1982 w Isfahanie) – piłkarz irański grający na pozycji ofensywnego pomocnika.

## Kariera klubowa
Nawidkia jest wychowankiem klubu Sepahan z jego rodzinnego miasta Isfahan. Swój debiut w jego barwach zaliczył w 1999 roku. Swój pierwszy sukces osiągnął w 2003 roku, kiedy to wywalczył tytuł mistrza Iranu. Natomiast w sezonie 2003/2004 zdobył Puchar Iranu.
Na początku 2005 roku Nawidkia przeszedł do niemieckiego VfL Bochum. Zespół spadł do drugiej ligi i dopiero wtedy Irańczyk zadebiutował na niemieckich boiskach. Fakt ten miał miejsce 6 sierpnia w wygranym 4:0 wyjazdowym spotkaniu z 1. FC Saarbrücken - w 90. minucie meczu zaliczył asystę przy golu Zvjezdana Misimovicia. W Bochum zaliczył 10 spotkań i miał mały udział w powrocie klubu do pierwszej ligi.
W 2006 roku Nawidkia wrócił do Sepahanu. W 2007 roku wywalczył Puchar Iranu, wystąpił w finale Azjatyckiej Ligi Mistrzów, a także w Klubowym Pucharze Świata 2007.

## Kariera reprezentacyjna
W reprezentacji Iranu Nawidkia zadebiutował 30 sierpnia 2002 w przegranym 0:1 meczu z Jordanią. W 2006 roku Branko Ivanković powołał go do kadry na Mistrzostwa Świata w Niemczech - zastąpił kontuzjowanego Sattara Zare. Był rezerwowym i nie wystąpił w żadnym ze spotkań.